# Liste des US Routes en Caroline du Sud
Les vingt-trois US Routes en Caroline du Sud sont entretenues par le South Carolina Department of Transportation (SCDOT).

## Liste
| Numéro | Longueur (mi) | Longueur (km) | Terminus sud / ouest                                                                                   | Terminus nord / est                                              | Créée | Notes                          |
| ------ | ------------- | ------------- | --- | ---------------------------------------------------------------- | ----- | ------------------------------ |
| US 1   | 170,54        | 274,46        | US 1 / US 25 / US 78 / US 278 / SR 10 / SR 121 / SC 121 à la frontière avec la Géorgie à North Augusta | US 1 à la frontière avec la Caroline du Nord                     | 1926  |                                |
| US 15  | 158,83        | 255,62        | US 17 Alt. à Walterboro                                                                                | US 15 / US 401 à la frontière avec la Caroline du Nord           | 1935  |                                |
| US 17  | 221,45        | 356,40        | US 17 / SR 404 Spur à la frontière avec la Géorgie                                                     | US 17 à la frontière avec la Caroline du Nord                    | 1927  |                                |
| US 21  | 245,48        | 395,06        | Parc d'état de Hunting Island                                                                          | I-77 / US 21 à la frontière avec la Caroline du Nord             | 1926  |                                |
| US 25  | 140,60        | 226,27        | US 1 / US 25 / US 78 / US 278 / SR 10 / SR 121 / SC 121 à la frontière avec la Géorgie à North Augusta | US 25 à la frontière avec la Caroline du Nord                    | 1926  |                                |
| US 29  | 110,20        | 177,35        | US 29 / SR 8 à la frontière avec la Géorgie                                                            | US 29 à la frontière avec la Caroline du Nord                    | 1927  |                                |
| US 52  | 159,96        | 257,43        | Line Street à Charleston                                                                               | US 52 à la frontière avec la Caroline du Nord                    | 1980  |                                |
| US 76  | 314,99        | 506,92        | US 76 / SR 2 à la frontière avec la Géorgie                                                            | US 76 à la frontière avec la Caroline du Nord                    | 1926  | Plus longue US Route de l'état |
| US 78  | 142,21        | 228,86        | US 1 / US 25 / US 78 / US 278 / SR 10 / SR 121 / SC 121 à la frontière avec la Géorgie à North Augusta | Line Street à Charleston                                         | 1926  |                                |
| US 123 | 65,24         | 104,99        | US 123 / SR 365 à la frontière avec la Géorgie                                                         | I-385 Bus. à Greenville                                          | 1968  |                                |
| US 176 | 230,76        | 371,37        | US 176 à la frontière avec la Caroline du Nord                                                         | US 52 / Red Bank Road à Goose Creek                              | 1926  |                                |
| US 178 | 233.390       | 375.605       | US 178 à la frontière avec la Caroline du Nord                                                         | US 78 près de Dorchester                                         | 1932  |                                |
| US 221 | 126,39        | 203,41        | US 221 / SR 150 à la frontière avec la Géorgie                                                         | US 221 à la frontière avec la Caroline du Nord                   | 1932  |                                |
| US 276 | 44,47         | 71,57         | US 276 à la frontière avec la Caroline du Nord                                                         | I-185 / I-385 à Mauldin                                          | 1932  | Plus courte US Route de l'état |
| US 278 | 146,13        | 235,17        | US 1 / US 25 / US 78 / US 278 / SR 10 / SR 121 / SC 121 à la frontière avec la Géorgie à North Augusta | US 278 Bus. / Greenwood Drive / Pope Avenue à Hilton Head Island | 1965  |                                |
| US 301 | 189,70        | 305,30        | US 301 / SR 73 à la frontière avec la Géorgie                                                          | I-95 / US 301 / US 501 à la frontière avec la Caroline du Nord   | 1932  |                                |
| US 321 | 217,55        | 350,11        | US 17 à Hardeeville                                                                                    | US 321 à la frontière avec la Caroline du Nord                   | 1930  |                                |
| US 378 | 210,31        | 338,46        | US 378 / SR 43 à la frontière avec la Géorgie                                                          | US 501 Bus. à Conway                                             | 1952  |                                |
| US 401 | 77,76         | 125,14        | US 76 Bus. à Sumter                                                                                    | US 15 / US 401 à la frontière avec la Caroline du Nord           | 1957  |                                |
| US 501 | 73,77         | 118,72        | US 17 Bus. à Myrtle Beach                                                                              | I-95 / US 301 / US 501 à la frontière avec la Caroline du Nord   | 1935  |                                |
| US 521 | 172,82        | 278,13        | US 17 à Georgetown                                                                                     | US 521 à la frontière avec la Caroline du Nord                   | 1932  |                                |
| US 601 | 183,37        | 295,11        | US 321 à Tarboro                                                                                       | US 601 à la frontière avec la Caroline du Nord                   | 1927  |                                |
| US 701 | 61,67         | 99,25         | US 17 à Georgetown                                                                                     | US 701 à la frontière avec la Caroline du Nord                   | 1932  |                                |
|        |               |               | |                                                                  |       |                                |